# Dolby 3D

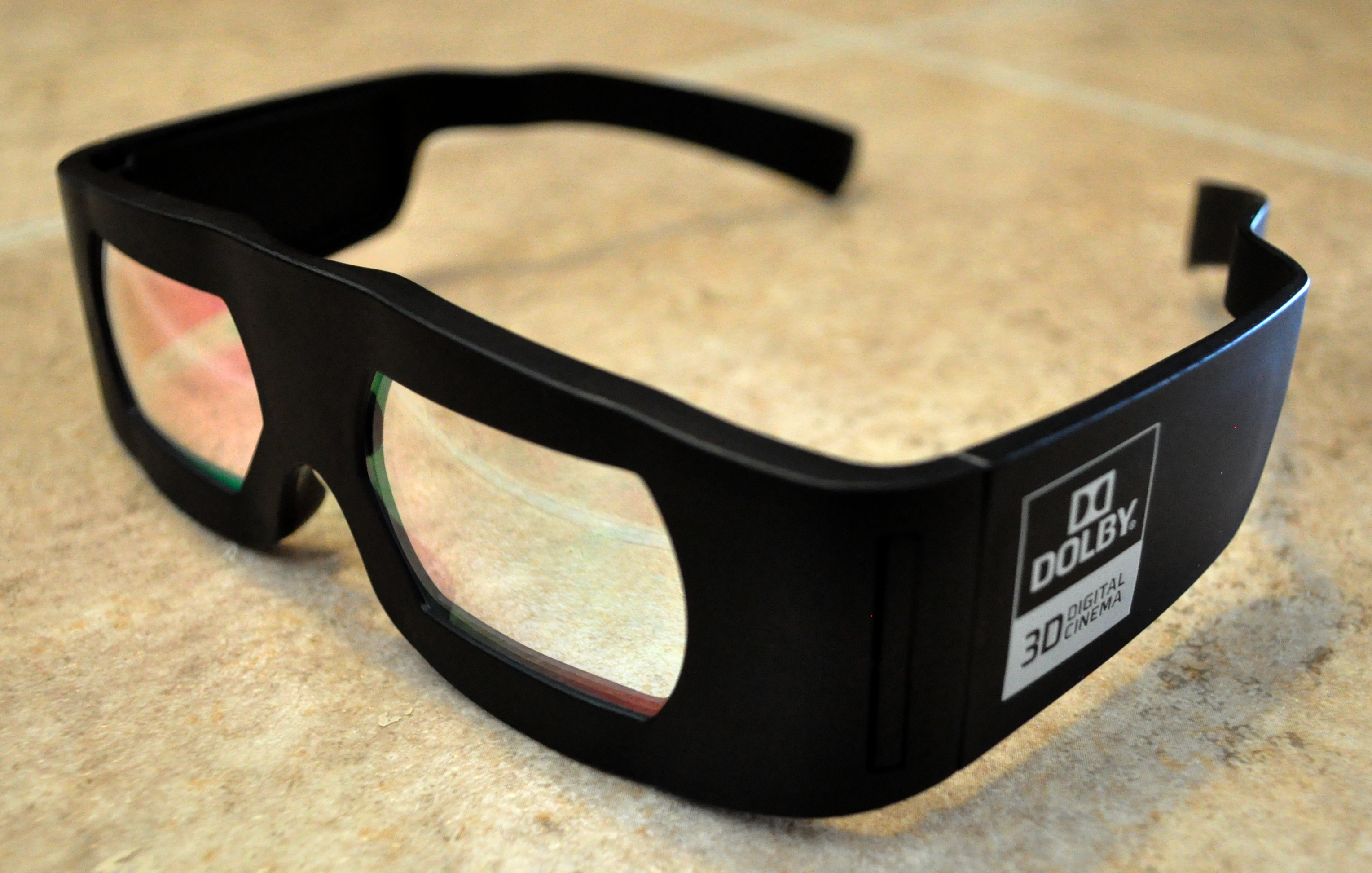
Gafas con filtros dicroicos usadas para este tipo de tecnología

Dolby 3D (anteriormente conocido como Dolby 3D Digital Cine) es el nombre de marketing dado al sistema de Dolby Laboratories, Inc. para mostrar imágenes cinematográficas tridimensionales en un cine digital.

## Tecnología utilizada
Dolby 3D utiliza un proyector Dolby Digital Cine que puede mostrar películas en 2D y en 3D.
Para presentaciones en 3D, se coloca una rueda de color alternativa al proyector. Esta rueda contiene un conjunto de filtros rojos, verdes y azules, además de los filtros rojos, verdes y azules que se encuentran en una rueda de color típica. El conjunto adicional de los tres filtros es capaz de producir la misma gamma de color que los tres filtros originales, pero transmiten la luz a diferentes longitudes de onda. Se usan gafas con filtros dicroicos complementarios a las lentes, que filtran una o una otra de las tres longitudes de onda ligeras. De este modo, un proyector puede mostrar simultáneamente las imágenes estereoscópicas a la izquierda y la derecha. Este método de proyección estereoscópica se denomina visualización multiplexada de longitud de onda, y fue creado por Infitec. Los filtros dicroicos en las gafas Dolby 3D son más caros y más frágiles que la tecnología de las gafas que se utilizan en sistemas de polarización circular como RealD Cine o  de polarización lineal como Digital IMAX y no están consideradas de un solo uso. Sin embargo, una ventaja importante de Dolby 3D en comparación con RealD es que funciona con las pantallas de proyección convencionales. Dolby 3D también produce una imagen más brillante y nítida que RealD y se puede ver cómodamente en las pantallas de cine al aire libre.